# Lousã
Lousã is een plaats en gemeente in het Portugese district Coimbra.
De gemeente heeft een totale oppervlakte van 138 km² en telde 15.753 inwoners in 2001.

## Plaatsen in de gemeente
- Casal de Ermio
- Foz de Arouce
- Gândaras
- Lousã
- Serpins
- Vilarinho (Lousã)